# Turhal
Turhal là một huyện thuộc tỉnh Tokat, Thổ Nhĩ Kỳ. Huyện có diện tích 1021 km² và dân số thời điểm năm 2007 là 87553 người, mật độ 86 người/km².